# Privathaushalt
|                       |                       |                       |                       |                       |                       |  |  | Wirtschaftseinheiten |                 |                 |                 |                 |                 |  |  |                                       |                                       |                                       |                                       |                                       |                                       |  |  |  |  |  |  |  |  |  |  |  |  |  |  |  |  |  |  |
|                       |                       |                       |                       |                       |                       |  |  |                      |                 |                 |                 |                 |                 |  |  |                                       |                                       |                                       |                                       |                                       |                                       |  |  |  |  |  |  |  |  |  |  |  |  |  |  |  |  |  |  |
|                       |                       |                       |                       |                       |                       |  |  |                      |                 |                 |                 |                 |                 |  |  |                                       |                                       |                                       |                                       |                                       |                                       |  |  |  |  |  |  |  |  |  |  |  |  |  |  |  |  |  |  |
| Öffentliche Haushalte | Öffentliche Haushalte | Öffentliche Haushalte | Öffentliche Haushalte | Öffentliche Haushalte | Öffentliche Haushalte |  |  | Privathaushalte      | Privathaushalte | Privathaushalte | Privathaushalte | Privathaushalte | Privathaushalte |  |  | Betriebe                              | Betriebe                              | Betriebe                              | Betriebe                              | Betriebe                              | Betriebe                              |  |  |  |  |  |  |  |  |  |  |  |  |  |  |  |  |  |  |
| Öffentliche Haushalte | Öffentliche Haushalte | Öffentliche Haushalte | Öffentliche Haushalte | Öffentliche Haushalte | Öffentliche Haushalte |  |  | Privathaushalte      | Privathaushalte | Privathaushalte | Privathaushalte | Privathaushalte | Privathaushalte |  |  | Betriebe                              | Betriebe                              | Betriebe                              | Betriebe                              | Betriebe                              | Betriebe                              |  |  |  |  |  |  |  |  |  |  |  |  |  |  |  |  |  |  |
|                       |                       |                       |                       |                       |                       |  |  |                      |                 |                 |                 |                 |                 |  |  |                                       |                                       |                                       |                                       |                                       |                                       |  |  |  |  |  |  |  |  |  |  |  |  |  |  |  |  |  |  |
|                       |                       |                       |                       |                       |                       |  |  | Unternehmen          | Unternehmen     | Unternehmen     | Unternehmen     | Unternehmen     | Unternehmen     |  |  | Öffentliche Betriebe und Verwaltungen | Öffentliche Betriebe und Verwaltungen | Öffentliche Betriebe und Verwaltungen | Öffentliche Betriebe und Verwaltungen | Öffentliche Betriebe und Verwaltungen | Öffentliche Betriebe und Verwaltungen |  |  |  |  |  |  |  |  |  |  |  |  |  |  |  |  |  |  |

Ein Privathaushalt oder Haushalt (auch Hausstand oder Haushaltsgemeinschaft) ist im ökonomischen Sinne eine aus mindestens einer natürlichen Person bestehende Wirtschaftseinheit. In der Rechts- und Verwaltungssprache verfügt jeder Haushalt über einen Haushaltsvorstand (heute eher: Haupteinkommensbezieher).
Sofern ein privater Haushalt aus mehreren Personen besteht (Mehrpersonenhaushalt), sind einige dieser Personen häufig verheiratet oder verwandt (Familie). Der Haushalt einer allein lebenden Person (Single) wird als Einpersonenhaushalt bezeichnet. Eine Wohngemeinschaft (WG) besteht im Allgemeinen aus mehreren einzelnen Haushalten. Je nach Definition von Haushalt und Charakter der WG kann sie aber auch einen Mehrpersonenhaushalt bilden. Ist der Haushalt räumlich und organisatorisch eng an ein wirtschaftliches Unternehmen (z. B. Ladengeschäft) gekoppelt, spricht man auch von einem Geschäftshaushalt.
In der amtlichen Statistik zählt als privater Haushalt jede zusammen wohnende und eine wirtschaftende Einheit bildende Personengemeinschaft sowie Personen, die allein wohnen und wirtschaften. Personen in Alters- oder Pflegeheimen, Kasernen und ähnlichen Einrichtungen, die dort keinen eigenen Haushalt führen, zählen hingegen zu den Personen in Gemeinschaftsunterkünften. Personen können darüber hinaus neben ihrem Hauptwohnsitz an einem weiteren Wohnsitz (Nebenwohnsitz) einem Haushalt angehören und werden in diesem Fall doppelt gezählt. Die Bevölkerung in Privathaushalten weicht deshalb geringfügig von der Einwohnerzahl (also der Bevölkerung am Hauptwohnsitz) ab.

## Wissenschaftliche Bedeutung von Privathaushalten
Die Haushaltswissenschaft untersuchte zunächst den Qualifikations- und Zeitaufwand für einzelne Tätigkeitsfelder im Haushalt. Neben der Haushaltswissenschaft beschäftigen sich verschiedene wissenschaftliche Disziplinen mit Privathaushalten: so die wirtschaftlichen Fachbereiche Volkswirtschaftslehre, Betriebswirtschaftslehre und Hauswirtschaftslehre, aber auch verschiedene soziologische Fachbereiche (siehe auch Haushaltsökonomie).

### Haushalte in der Volkswirtschaftslehre
In der Volkswirtschaftslehre kommt ihnen im Rahmen des Wirtschaftskreislaufs als Konsument, als Sparer und als Anbieter von Arbeit und Kapital (und somit letztendlich als Anbieter von Produktionsfaktoren) eine zentrale Bedeutung für die wirtschaftliche Entwicklung zu. Private werden in der Volkswirtschaftslehre auch als Privatsektor subsumiert.
Privathaushalte weisen eine hauptsächlich dem Wohnzweck und der Haushaltsführung dienende Vermögensstruktur auf, ihr Zweck besteht in dem Angebot von Arbeit, ihr Ziel ist die Nutzenmaximierung. Sie erzielen Arbeitseinkommen, Einkommen aus Kapitalbeteiligung, Unternehmertätigkeit oder Transferleistungen. Das Arbeitsangebot wird durch die Präferenzen der Privathaushalte festgelegt, die bestimmte Kombinationen von Realeinkommen und Freizeit zur Auswahl haben. Würden Privathaushalte bei der privaten Finanzplanung eine Bilanz aufstellen, so bestünde die Aktivseite aus Wohnimmobilie, Kraftfahrzeug, Hausrat und Forderungen (Kassenbestand, Bankguthaben, Wertpapiere), die Passivseite aus Verbindlichkeiten und Reinvermögen bzw. Eigenkapital. Heute ist der Privathaushalt eine aus einer oder mehreren natürlichen Personen zusammengesetzte Wirtschaftseinheit, die durch Verbrauchsentscheidungen Konsumgüter und Dienstleistungen nachfragen, Arbeitsangebot zur Verfügung stellen und nur für den eigenen Konsum produzieren (Hausarbeit, Gartenarbeit, Erziehung).
Privathaushalte müssen sich bei der Verfolgung des Ziels der Nutzenmaximierung zwischen Arbeitszeit und Freizeit entscheiden, denn jeder Haushalt besitzt ein Budget an Zeit, welches er zwischen Arbeit und Freizeit aufteilen muss. Für jede Stunde Arbeitszeit entstehen ihm Opportunitätskosten in Höhe des Nutzens der entgangenen Freizeit; diese Kosten heißen Arbeitsleid. Nach dem Ersten Gossenschen Gesetz steigt mit sinkender Freizeit (steigender Arbeit) der Nutzen der verbleibenden Zeit, so dass der Preis der Freizeit steigt und somit der Anstieg des Arbeitsleids pro zusätzlicher Arbeitseinheit („Grenzleid der Arbeit“) ansteigt. Das Grenzleid der Arbeit gibt für alle Tätigkeiten in Geldeinheiten an, welches Arbeitsleid bzw. welche Arbeitsfreude damit verbunden ist, eine bestimmte Tätigkeit übernehmen zu müssen oder zu dürfen.

### Haushalte in der Betriebswirtschaftslehre
In der Betriebswirtschaftslehre, insbesondere im Marketing, werden Privathaushalte vor allem als Käufer betrachtet. Die Teildisziplin des Marketing beschäftigt sich insbesondere mit der Frage, wie Haushalte durch Werbung dazu bewegt werden können, die beworbenen Güter im Rahmen von Geschäften als Laufkunde oder Stammkunde zu erwerben. Bei vielen Unternehmen sind die Privathaushalte eine wichtige oder sogar die bedeutendste Kundengruppe, die als homogenes Marktsegment betrachtet wird. Hierbei kann eine weitere Marktsegmentierung beispielsweise nach Lebensalter (Jugendliche), Familienstand (Single-Haushalte) oder Beruf (Beamte) vorgenommen werden.

### Haushalte in der Hauswirtschaftslehre
In der Hauswirtschaftslehre wird insbesondere die Haushaltsführung untersucht. Dabei werden Aspekte wie Vorratshaltung, die Wohnungs- und Textilpflege, die Verköstigung und die Rechnungsführung berücksichtigt.
Die täglichen Arbeiten können dabei unter anderem umfassen
- Einkauf/Verkauf
- die Zubereitung und Verabreichung von Mahlzeiten
- Reinigungsarbeiten der Wohnung und Kleidung
- Kinderversorgung und -betreuung
- Reparatur von Gegenständen des Haushaltsbedarfs
- Ausbesserungsarbeiten der Wohnung bzw. des Hauses
- Instandhaltung bzw. Reparatur und Pflege von Möbeln und Inventar
- Pflege von Pflanzen und Haustieren, gegebenenfalls auch von Nutztieren und des Gartens
- Anfertigung und Instandhaltung von Kleidung und Tischwäsche (das Nähen, Stopfen und Flicken sowie das Waschen, zur Reinigung bringen)
- Pflege und Reparatur der Transportmittel (Fahrrad, Kraftfahrzeug)
- Betreuung kranker Familienangehöriger in der Wohnung bzw. im Haus
- Verwaltungsarbeiten, Buchführung, Begleichen von Rechnungen und Mahnungen, Schriftverkehr, Postbearbeitung, Erstellung und Kontrolle des Haushaltsplans

Diese kurze und unvollständige Übersicht zeigt, dass die Führung eines Haushalts eine komplexe und vielfältige Aufgabe ist, die das Zusammenwirken aller Beteiligten erfordert. Dabei ist nicht nur Geschicklichkeit erforderlich, sondern ebenso Organisationstalent, Übersicht und Disziplin vor allem bei der Zeiteinteilung und in finanziellen Angelegenheiten.
Natürlich variieren die Aufgaben sehr stark mit der Zahl und der demographischen Zusammensetzung des jeweiligen Haushalts. Einzelhaushalte sind am einfachsten zu organisieren, andererseits müssen aber alle Arbeiten von einer Person erledigt oder bei Bedarf haushaltsferne Hilfskräfte hinzugezogen werden.
Es haben sich im Aufgabenbereich „Haushalt“ verschiedene Berufsgruppen entwickelt, die Dienstleistungen anbieten:
- Au-pair, meist junge Frauen, die in Gastfamilien mithelfen
- Ausländische Haushaltshilfe, die oft ohne Papiere arbeitet oder pflegt
- Kindermädchen
- Dorfhelfer, im landwirtschaftlichen Bereich
- Altenpfleger, zur Betreuung alter und hilfsbedürftiger Menschen
- Hauswirtschaftshelfer, für kleine und Großfamilien
- Tierheim, zur zeitweiligen Betreuung von Haustieren bei Abwesenheit wegen Krankheit oder Urlaub
- Hauswirtschafter, im städtischen oder dörflichen Haushalt
- Haus- und Familienpfleger, als Vertreter für die häuslichen Arbeiten eines abwesenden oder erkrankten Haushaltsmitglieds
- Hausmeister, für Sauberkeit und Ordnung im Gebäude verantwortlich

Haushalte produzieren in einem erheblichen Ausmaß Waren und Dienstleistungen, die jedoch typischerweise selbst verbraucht werden und deshalb statistisch nicht erfasst werden. Statistische Daten sind andererseits für Unternehmen im Konsumgüter- und Dienstleistungsbereich außerordentlich interessant.
Bis Ende der 1980er-Jahre wurde Frauen (und in Sonderfällen auch Männern) in der DDR sowie Bremen, Hamburg, Niedersachsen und Nordrhein-Westfalen ein Haushaltstag gewährt. Der Haushaltstag war ein bezahlter, arbeitsfreier Tag, um Haus- und Familienarbeit im eigenen Haushalt zu erledigen.

### Haushalte in der Soziologie
In der Soziologie stellen Privathaushalte ein soziales System dar, das auf Gruppenprozesse untersucht werden kann. Von Bedeutung sind Haushalte dadurch vor allem in der Mikro- und Familiensoziologie. Siehe auch unter Partnerschaft.

### Haushalte in der Rechtswissenschaft
Der Haushalt hat an zahlreichen Stellen in der Rechtswissenschaft Bedeutung, z. B. bei der erbrechtlichen Verpflichtung, den Dreißigsten an Mitglieder des Haushalts des Verstorbenen zu zahlen, beim Unterhalt oder beim Tod eines Mieters. In zahlreichen Bestimmungen wird auf den Haushaltsvorstand abgestellt sowie auf den gemeinsamen Haushalt als Haushaltsgemeinschaft oder Bedarfsgemeinschaft.

### Definition von Haushalten in der Statistik
Beim Wohnungshaushaltsprinzip definiert sich ein Haushalt als die Gruppe von Personen, die in einer Wohnung zusammen leben. Beim Wirtschaftshaushaltsprinzip zählen alle Personen, die zusammen wirtschaften, zu einem gemeinsamen Haushalt. Wird nach dem Wirtschaftshaushaltsprinzip gezählt, werden zum Beispiel auch getrennt lebende Ehepaare als ein Haushalt erfasst.

## Ökonomische Bedeutung der Privathaushalte

### Deutschland
26 Prozent der Bruttoeinkommen privater Haushalte entfiel im Jahr 2003 auf öffentliche Transferleistungen. Im Jahr 1993 hatte dieser Anteil nur 20 Prozent betragen. In den neuen Bundesländern stammt das Bruttoeinkommen je zur Hälfte aus Transferleistungen und Erwerbseinkommen. Ursache dafür sind vor allem mehr Rentnerhaushalte, die mehrmalige Anhebung des Kindergeldes, höhere Zahlungen an Sozialhilfeempfänger und Arbeitslose.
Das Bruttoeinkommen der Privathaushalte in den neuen Ländern und Berlin lag durchschnittlich bei 2.734 Euro pro Monat, was 76 Prozent des Westniveaus (3.619 Euro) entspricht. Im Schnitt liegen die Nettoeinkommen aller Haushalte bundesweit bei 2.771 Euro. Im Westen bei 2.895 Euro, im Osten bei 2.233 Euro (77 Prozent des Westniveaus).
Beim Einkommen sowie beim Verbraucherverhalten gibt es zwar auch ein Nord-Süd-Gefälle sowie Differenzen zwischen Stadtstaaten und Flächenländern, am ausgeprägtesten sind jedoch die Ost-West-Differenzen. Das betrifft auch das Konsum- und Sparverhalten.
Im Jahr 2012 betrug die jährliche Sparsumme der privaten Haushalte 175,34 Milliarden Euro. Das Geldvermögen belief sich im 1. Halbjahr 2013 auf 5.027,3 Milliarden Euro.

## Anzahl und Größe der Haushalte

### Deutschland
2011 lebten in Deutschland 81,84 Mio. Einwohner in 40,40 Mio. Haushalten, also 2,03 Einwohner pro Haushalt.
Im Jahre 1900 hatte ein Haushalt im Durchschnitt 5,5 Personen, im Median 4 Personen, von je 100 Haushalten bestanden 7 aus einer Person, 15 aus zwei Personen, 17 aus drei Personen, 17 aus vier Personen und 44 aus fünf und mehr Personen. 1961 lag der Median noch bei 3 Personen pro Haushalt. Seit 1962 liegt er in jedem Jahr bei 2 Personen pro Haushalt. Im Jahr 2012 hatte ein Haushalt im Durchschnitt 2,0 Personen, im Median 2 Personen, von je 100 Haushalten bestanden 41 aus einer Person, 36 aus zwei Personen, zwölf aus drei Personen, 9 aus vier Personen und 3 aus fünf und mehr Personen.
Die steigende Lebenserwartung und die Vereinzelung der Gesellschaft führen zu einer Zunahme der Haushalte in Deutschland und auch in den angrenzenden Ländern.
| Bundesland             | Anzahl Haushalte | Anzahl Einwohner |
| ---------------------- | ---------------- | ---------------- |
| Baden-Württemberg      | 5.042.000        | 10.754.000       |
| Bayern                 | 6.065.000        | 12.539.000       |
| Berlin                 | 1.991.000        | 3.461.000        |
| Brandenburg            | 1.250.000        | 2.503.000        |
| Bremen                 | 0.361.000        | 0.661.000        |
| Hamburg                | 0.983.000        | 1.786.000        |
| Hessen                 | 2.958.000        | 6.067.000        |
| Mecklenburg-Vorpommern | 0.853.000        | 1.642.000        |
| Niedersachsen          | 3.871.000        | 7.918.000        |
| Nordrhein-Westfalen    | 8.609.000        | 17.845.000       |
| Rheinland-Pfalz        | 1.893.000        | 4.004.000        |
| Saarland               | 0.487.000        | 1.018.000        |
| Sachsen                | 2.213.000        | 4.149.000        |
| Sachsen-Anhalt         | 1.206.000        | 2.335.000        |
| Schleswig-Holstein     | 1.400.000        | 2.834.000        |
| Thüringen              | 1.120.000        | 2.235.000        |
| alle Länder (Summe)    | 40.302.000       | 81.752.000       |

### Österreich
In Österreich gab es 3,24 Mio. Haushalte bei 8,011 Mio. Einwohnern (2000), also 2,47 Einwohner pro Haushalt.

### Schweiz
In der Schweiz gab es 3,1 Mio. Haushalte bei 7,180 Mio. Einwohnern (2000), also 2,32 Einwohner pro Haushalt. Es gab 1,25 Mio. Einpersonenhaushalte.

### Europa
Die Zahl der Haushalte veränderte sich in den einzelnen EU-Mitgliedstaaten sehr unterschiedlich. In Deutschland stieg die Zahl von 1980 bis 1995 mit etwa 45 % am stärksten in Europa an. Ein Anstieg wurde von 1995 bis 2010 um 10 % erwartet. In Irland gab es in dem gleichen Zeitraum die größte Zunahme, dicht gefolgt von Spanien und Luxemburg. 2003 war die durchschnittliche Zahl der Personen pro Haushalt in den südlichen EU-Staaten und in Irland am höchsten und in den nordischen EU-Staaten am niedrigsten.
In nahezu allen EU-Staaten soll die Haushaltsgröße zurückgehen. In Spanien zum Beispiel von 3,2 Personen (1995) auf 2,5 Personen (2025), und in den nördlichen EU-Staaten deutlich weniger stark. In Zypern leben 2,9 Personen pro Haushalt.
Die Unterschiede der Anzahl der Personen pro Haushalt sollen sich zwischen den EU-Staaten deshalb erheblich verringern. Für die 15 EU-Mitgliedstaaten von 2003 könnte die durchschnittliche Haushaltsgröße 2025 bei 2,2 Personen liegen.

## Statistik
Im Jahre 2013 lebten 57 % der deutschen Privathaushalte zur Miete, 43 % besaßen Wohneigentum. Im Jahr 2014 lebte bereits in 40,8 % der Haushalte in Deutschland nur eine Person, die Ein- und Zwei-Personenhaushalte machten zusammen 76,2 % aller Haushalte aus. Monatlich gaben 2014 die Haushalte 36 % ihres Einkommens für Wohnen/Energie/Instandhaltung aus, je 13,7 % für Verkehr und Nahrungsmittel/Getränke/Tabakwaren, 10,4 % für Freizeit/Unterhaltung/Kultur, 5,6 % für Möbel/Haushaltsgeräte, 4,5 % für Bekleidung/Schuhe, 3,9 % für Gesundheit und nur 0,7 % für Bildung. Das Monatsnettoeinkommen lag für 10,5 % der Haushalte unter 900 Euro, 12,5 % hatten bis zu 1300 Euro zur Verfügung, der höchste Anteil entfiel mit 15,5 % der Haushalte auf ein Einkommen zwischen 1500 und 2000 Euro, 10,9 % verdienten zwischen 2600 und 3200 Euro, nur 4,6 % der Haushalte standen 6000 Euro und mehr zur Verfügung. Die Deutsche Bundesbank ermittelte in einer Befragung 2014 die Finanzsituation der Privathaushalte. Danach lag der Mittelwert des Bruttovermögens eines Haushalts bei 77.200 Euro, beim Nettovermögen bei 60.400 Euro. Den vermögendsten 10 % aller Haushalte gehörten 59,8 % dieses Nettovermögens, auf die auch 36,8 % der Nettoeinkommensverteilung entfiel. Der Zusammenhang zwischen Einkommen und Vermögen wird auch davon beeinflusst, dass beide Größen in der Regel bestimmten Lebenszyklusmustern folgen. Rentner und ältere Menschen haben am Ende des Erwerbslebens typischerweise größeres Vermögen vorzuweisen als jüngere Haushalte, auch wenn deren Einkommen im Durchschnitt relativ hoch ist. Etwa 81 % der Haushalte verfügten über Sachvermögen (darunter Wohneigentum 44 %), 99 % über Finanzvermögen (darunter 72 % Sparkonten), 45 % waren verschuldet (darunter Grundpfandrechte 21 %, Blankokredite 33 %). Das Sachvermögen betrug im Mittelwert 230.800 Euro, das Finanzvermögen 54.200 Euro, die Verschuldung lag bei 57.000 Euro. Für etwa 60 % der verschuldeten Haushalte lag die Schuldendienstquote unter 20 %, 10 % wiesen eine riskante Quote von über 50 % auf, 9 % aller Haushalte waren überschuldet.